# 1883年鐵路
此條目列出1883年發生有關鐵路運輸的事件。

## 事件

### 1月
- 1月10日：哥倫布、芝加哥及印第安納中央鐵路（英语：Columbus, Chicago and Indiana Central Railway）破產。
- 1月12日：第二條橫貫大陸鐵路通車。

### 2月
- 2月23日：馬爾他第一條鐵路通車。

### 6月
- 6月5日：首班東方快車由巴黎開往維也納。

### 10月
- 10月3日至9日：俄羅斯作家伊萬·謝爾蓋耶維奇·屠格涅夫的遺體由巴黎北站以列車送到聖彼得堡華沙車站。
- 10月4日：首班東方快車由巴黎開往君士坦丁堡。

### 11月
- 11月18日：美國及加拿大的鐵路公司引入標準時區。